# 餃子大王
餃子大王（ぎょうざだいおう）は、1983年に結成された大阪府を活動の拠点とする、日本のロックバンド。バンドの中心人物である森かずおをはじめ、メンバーに現役の学校教師や教育関係者が多いため、あくまでもアマチュアとして活動を展開し、インディーズからのCDリリースや、学校の長期休暇期間中の大阪や東京でのライブなどを中心に、活動を継続している。バンド活動が公務員の副業とみなされないための配慮として、印税やコンサートのギャラなどはファンクラブの運営経費に費やしている。

## 来歴
- 1983年、大阪教育大学に入学した森かずおを中心に、軽音楽部のメンバーで結成される[1]。
- 1984年〜1985年、メンバーチェンジを繰り返しながら、「ヤンタ鹿鳴館」、「大阪EGG PLANT」、「バナナホール」 、「キャンディーホール」、「不思議の国のアリス」、「センサスホール」など大阪市内のライブハウスやホールで活動を続ける。
- 1986年、当時大阪にあったライブハウス「ザ・バーボンハウス」に出演し、注目される[3]。
- 1989年7月15日、インディーズのUKプロジェクトの第1号アーティストとしてアルバム『Live at The Bourbon House』をリリースし、1万枚を超えるセールスを記録[4]。
- 1990年5月3日、大阪厚生年金会館大ホールでワンマンライブを行い[4]、そのライブ盤をリリース。
- 長年の活動を経て、メンバーは入れ替わっているが、メンバーには小学校、中学校、高校、予備校などの教師が多くおり、結成時からのメンバーであるとギター/ボーカルの森とドラムのしげおは、中学校の教師である[3]。

- 2004年、森かずおが中学校のギター部で指導した生徒たちのバンド、HUNGRY DAYSがコンテストの優勝を経てプロデビューすることになったときには、梅田バナナホールで餃子大王との共演ライブが行われた[5]。

## 固定メンバー
- 森かずお - ボーカル・ギター
某高校数学教師。大阪府岸和田市出身。血液型O。
コンポーザー・ギタリストとしての才能だけでなく、瞬間的な閃きによるライブパフォーマンスは唯一無二。MCとパフォーマンスに定評がある。
森かずお(餃子大王) (@kawuo01) - X

- 金森しげお - ドラム
某中学校教頭（社会科）。大阪市浪速区出身。血液型O。
かつては「シマシマしげお」という芸名で、顔を赤白ストライプに塗っていたが、現在メイクはしていない。パワフルなドラミングで幅広いジャンルをこなす。

- じゅんちゃん - ベース
茨木市にある元小学校校長。現在は「教育系ミュージシャン」として活動中。大阪市港区出身。血液型A。
4代目のベーシスト。柔らかなベースプレイと辛口面白トークのコントラストが印象的なプレイヤー。しげおとともに餃子大王のサウンドの要となっている。
また、餃子大王事務局も兼務。ライブ企画からセットリスト作成まで幅広く餃子大王活動を支えている。
プライベートでは妻のMちゃんと「JMP(Ju-k Music Project）」を結成。雅楽・邦楽とEベースのコラボ活動を展開。雅楽・邦楽の普及発展に努めている。
個人ブログ - Rockin' Teacher 餃子大王 JUN's club
いばじろう(餃子大王) (@1Abl5m5GaSDZL7h) - X

- カメオ - キーボード・サックス・ボーカル
某教育大付属中学校国語科教師。大阪府出身。血液型O。
かつては「アラブ人」「ARABY」名義で活動していた。卓越した技術と感性豊かなフレーズで餃子大王サウンドに彩を添えている。
実弟は元Pli:z、BLOWの野中則夫。

- 元気ブラザーズあか - ダンス&シャウト・カズー・ふえ
大阪府岸和田市出身。血液型A。
餃子大王のビラや、レコードジャケット、通信等はすべて彼が手がけている。
加入当時は大阪芸術大学の学生で、餃子大王のレコードジャケットを大学の卒業制作にし、現在は電通でグラフィックデザイナーとして働いている。
サンテレビジョンのキャラクターおっ!サンの声も担当する。

- 横浜のブーメラン[きたちゃん] - ギター
1997年から2004年頃まで関西で活動。現在は関東在住。
大阪のライブ、出張、帰省で戻ってきた時などには横浜のブーメランと名乗りリッチドール（"れん"を指名）というファッションヘルスに頻繁に通っている。社内不倫。
アダルトビデオ鑑賞が趣味。特に 桃乃木かなのファン。
きたちゃん (@teamjKITARA) - X

## 元メンバー
- 大将 - 初代ベース
1986年に失踪し行方不明となるが、後にバイク雑誌に大将が投稿した作品を森が発見。生きていることが確認される。
- 大くまのぼる - 2代目ベース
- たかつるつるん - 3代目ベース
- プリンス細川 - クレイジーダンス・ボーカル
広島県出身。血液型O。
1986年にライブで1曲だけ歌って、後は踊りまくるというスタイルで餃子大王に参加。
加入当時は学習塾の講師をしていたが、産休の先生に代わって中学校で保健の先生もしていた時期がある。
現在は広島の実家に帰って家業であるぶどう栽培を継いでいる。
- なぞの女キムチ - ボーカル
餃子大王では唯一の紅一点メンバーで、本業は某小学校教師。
プリンスと同じく、ライブで1曲だけ歌うスタイルで参加。
【Twitterアカウント:くんしらん】
- わたるちゃん - ギター
某予備校チューター。血液型O。
元モダンチョキチョキズのメンバー。
- 森治郎 - ギター・ボーカル
森かずおの実弟で、自身のバンド「ダイナマイトジローズ」ではボーカルを担当。大阪市立大学卒業。血液型は(本人いわく)たぶんO。
1986年にわたるちゃんが仕事の都合でライブや練習に毎回参加できなくなることが多くなり、餃子大王に参加。ソロ曲も歌うなど正式メンバーに。
1993年の東京転勤でバンド活動ができなくなり脱退。現在は千葉県在住。
- 元気ブラザーズあお - ダンス&シャウト・パーカッション・ドラム
大阪府岸和田市出身。血液型B。
加入当時は大阪市立大学の学生でジローの後輩であった。しげおが修学旅行の引率でライブに参加できない時に代理でドラムを叩いた事もある。卒業後はシステムエンジニアとして働いている。
- 松本タカヒロ - ギター
元ダイナマイトジローズのギタリストで、ジロー脱退後に加入。
1994年にThe Turtles（ザ・タートルズ）を結成。結成後は餃子大王と並行して活動していたが、タートルズが東京進出したため1997年頃に脱退。しかし、タートルズとしてのデビュー後も餃子大王のライブにはゲスト枠で参加している[6]。現在は世良公則のバックバンドでも活動している。
【Twitterアカウント:松本タカヒロ】

- 平松契 - ギター
元「五番館」。森かずおの教え子。2001年から2005年頃まで活動。

## ディスコグラフィー

### アルバム
- Live at The Bourbon House（1989年7月15日） - ザ・バーボンハウスでのライブ盤。
最初はLPレコードとして3,000枚発売されるが、1ヶ月で即完売。
後にCD化されオリコンインディーズチャートで1位を記録。ジャケットは当時学生だったあかの卒業制作。
- 5/3コーネン大ワンマン（1990年7月25日）- 大阪厚生年金会館大ホールでのライブ盤
- 休み時間は何をしよう（1991年4月25日）- スタジオ・アルバム
- ライブ・イン・太平洋ベルト地帯（1992年11月25日）
- GOGO （1994年3月15日）
- 俺はジャイアン
- 餃子大王Live2000 ワンダフルパンダフル
- ギッシュ! （2002年11月27日）
- なでしこ通り（2006年）
- 餃子大全集1・2（2008年） ベスト・アルバム

### ビデオ
- いよっ! 餃子大統領（1990年9月25日）
- 1993・5・3メモリアル さようならジローくん（1993年7月20日）

## 書籍
- 森かずお『餃子大王の伝説―先生はロックンローラー』情報センター出版局、1990年12月、216頁。ISBN 978-4795813410。

## エピソード
- 2002年1月22日放送の「タイムショック21」に出場(準決勝敗退)。
- 新宿ロフトよりリリースされていたインディーズロックバンドのオムニバスビデオ「Rooftop on video1989」にて、アマチュア当時に交流のあったスピッツの三輪テツヤが、インタビュー映像の中で「餃子大王です」と発したことから、一部のスピッツのファンにも名前を知られている。